# Tjustorps tegelbruk
Tjustorps tegelbruk var beläget norr om Skabersjö kyrka. Bruket ägdes av Bröderna Edstrand i Malmö. Driften igångsattes den 27 mars 1946 och upphörde 1984. Bruket hade en koleldad sick-sackugn. Bruket tillverkade 78-hålstegel.